# Dima (Éthiopie)
Pour les articles homonymes, voir Dima.
Dima est une ville du nord de l'Éthiopie, située dans la Mirabawi Zone du Tigré. Elle se trouve à 13° 29′ N, 37° 20′ E et à 1 701 mètres d'altitude.